# Thermalito, Kalifornien
Thermalito är en ort (CDP) i Butte County, i delstaten Kalifornien, USA. Enligt United States Census Bureau har orten en folkmängd på 6 646 invånare (2010) och en landarea på 32,9 km².